# Шипов лес
Шипов лес — лесной массив в Воронежской области России.
Расположен на правом берегу реки Осередь, у водораздела с рекой Битюг. Представляет собой дубраву, массивным зелёным «островом» раскинувшуюся среди окружающей степи (ныне распаханной). Сплошной лесной массив разделён на три части безлесными балками, сбегающими к Осереди. Площадь Шипова леса 39,2 тыс. га (в том числе непосредственно под лесными насаждениями 35,6 тыс. га). 202 гектара наиболее сохранившихся дубрав являются перспективным памятником природы.
Основная древесная порода — дуб черешчатый, в основном деревья возрастом не менее 150 лет и средней высотой около 25 м. Высота отдельных дубов достигает 35 м. Другие виды растений, встречающиеся в лесном массиве: клён остролистный, ильм горный, липа мелколистная, лещина и др. Среди травянистых растений преобладают теневыносливые виды: сныть, копытень, ясменник пахучий, осока волосистая. Животный мир представлен куницей, кабанами, косулей, олени, лисами, зайцами, многочисленными птицами (в том числе редкий средний пёстрый дятел).
Своё название Шипов лес получил от англ. ship — корабль. Ещё в 1709 году Пётр I за превосходное качество строевой древесины объявил лесной массив государевым корабельным лесом. В 1908 году здесь было основано опытное лесничество. В Шиповом лесу проводили научные работы такие известные русские лесоводы как Г. Ф. Морозов, Д. М. Кравчинский, Н. К. Генко, а также выдающийся почвовед В. В. Докучаев и др.
Сейчас на территории Шипова леса имеются лесосеменные участки, осуществляются научные исследования в области лесной генетики и селекции. Здесь расположен опорный участок воронежского Научно-исследовательского института лесной генетики и селекции (НИИЛГиС). Ведётся восстановление насаждений.